# Bihardancsháza
Bihardancsháza is een plaats (község) en gemeente in het Hongaarse comitaat Hajdú-Bihar. Bihardancsháza telt 240 inwoners (2001).